# Nudo sotto il tavolo
Nudo sotto il tavolo è un dipinto a olio su tela (82x59 cm) realizzato nel 1928 da Marc Chagall.
Fa parte di una collezione privata.